# 第5飛行師団 (日本軍)
第5飛行師団（だいごひこうしだん）は、日本陸軍の航空師団の一つ。前身は1940年に創設された第5飛行集団で、1942年に第5飛行師団に改称されたものである。

## 沿革
1940年に編成した。太平洋戦争開戦後、フィリピンの戦いに参戦。
1942年にはビルマに投入され、同年4月に第5飛行師団と改称。ビルマでの諸作戦に投入された。ビルマ各地での航空戦で戦力を消耗し、1945年5月にビルマから撤退。司令部はプノンペンに後退し、部隊の一部はサイゴンに移動し終戦を迎えた。

## 師団概要
- 司令部通称号：高9683
- 使用機種：九七式重爆撃機・九七式軽爆撃機・九九式双発軽爆撃機・九七式戦闘機・一式戦闘機・九七式司令部偵察機・一〇〇式司令部偵察機

### 歴代師団長

#### 第5飛行集団長
- 小畑英良 中将：1940年12月2日 - 1942年4月15日

#### 第5飛行師団長
- 小畑英良 中将：1942年4月15日 - 1943年5月1日[1]
- 田副登 中将：1943年5月1日 - 1944年12月26日[2]
- 服部武士 中将：1944年12月26日 - 終戦[3]

### 歴代参謀長

#### 第5飛行集団参謀長
- 佐藤正一 大佐：1940年12月1日 - 1942年3月24日[4]
- 三好康之 大佐：1942年3月24日 - 1942年4月15日[5]

#### 第5飛行師団参謀長
- 三好康之 大佐：1942年4月15日 - 1943年8月2日[5]
- 鈴木京 大佐：1943年8月2日 - 1945年4月28日[6]
- 桑塚城 大佐：1945年4月28日 - 終戦[7]

### 最終司令部構成
- 参謀長：桑塚城大佐
  - 参謀：緒方奨少佐
  - 参謀：串岡周甫少佐
- 高級副官：斎藤照之助中佐
- 兵器部長：岡本熊吉大佐
- 経理部長：遠藤多喜主計大佐
- 軍医部長：西郡彦嗣軍医大佐

### 最終所属部隊
戦闘部隊
- 第4飛行団司令部：辻本隼三中佐
  - 飛行第64戦隊（戦闘）：宮辺英夫少佐
  - 飛行第81戦隊（司偵）：鈴木正雄少佐

飛行場部隊
- 第1航空地区司令部：塚本初雄大佐
- 第7航空地区司令部：伊藤稔中佐
  - 第15飛行場大隊：斉藤武夫大尉
  - 第17飛行場大隊：豊島幸三郎少佐
  - 第19飛行場大隊：平井静少佐
  - 第23飛行場大隊：岩持昌克大尉 　  　  　 　
  - 第34飛行場大隊：大和勇三大尉
  - 第52飛行場大隊：橋本政雄大尉
  - 第75飛行場大隊：泉永二郎少佐
  - 第78飛行場大隊：大宮司明少佐 　 　   　
  - 第81飛行場大隊：時任早夫少佐 　 　 　 　
  - 第82飛行場大隊：加藤美知雄少佐
  - 第85飛行場大隊：古沢義四郎少佐
  - 第90飛行場大隊：臼井喬少佐
  - 第92飛行場大隊：熊谷芳己少佐
  - 第94飛行場大隊：市川浩大尉
  - 第7野戦飛行場設営隊：白川弘大尉
  - 第8野戦飛行場設営隊：藤枝操大尉
- 高射砲第20連隊：野中侃中佐
- 野高第36大隊（乙）：柳町平八郎少佐

通信関連部隊
- 第2航空情報連隊：来海民夫中佐

整備・補給関連部隊
- 独立自動車第35大隊